# التهاب مفصل الفك
التهاب مفصل الفك (بالإنجليزية: Temporo Mandibular Joint Disease)‏ عبارة عن مجموعة من الآلام التي تصيب مفصل الفك والذي هو المنطقة التي يلتقي فيها الفك السفلي بعظمة الجمجمة. تتميز هذه المفاصل بالمرونة التي تسهل حركة الفك للأسفل والأعلى ولليمين واليسار ليتمكن الإنسان من الكلام والمضغ والتثاؤب، وتتحكم العضلات المتصلة والمحيطة بمفاصل الفك في موضع وحركة الفك. ترجع في أغلب الأحوال إلى حدوث التهاب مما ينتج عنه الشعور بالألم وقد أوضحت الأحصائيات أن نسبة النساء تزيد عن نسبة الرجال في الأصابة بهذا المرض والفئة العمرية المصابة بهِ تتراوح بين 20 إلى 40 سنة .

## الأسباب
السبب الرئيسي لمرض التهاب مفصل الفك ما زال غير معروف ولكن بعض الأعراض مثل التعرض إلى إصابة في مفصل الفك عن طريق كدمة أو صدمة، والأفراط في عملية المضغ أثناء تناول الطعام عند حدوث تمزقات في عضلات الوجه، وحدوث إنزلاق غضروفي في مفصل الفك يؤثر على الحالة النفسية المصاحبة بالتوتر والقلق مما تجعل الشخص يضغط على مفاصل الفك.

## الأعراض
أعراض مرض التهاب مفصل الفك تتميز بالشعور بالألم في جانب الوجه ويلاحظ وجود ورم خفيف في منطقة الوجه وكذلك سماع المريض صوت طرق عند قفل وفتح الفم، وملاحظة عدم تناسق موقع الأسنان العلوية مع الأسنان السفلية عند مضغ الطعام في بعض الحالات ومن الممكن أن لا يستطيع المريض أن يفتح فمه أو يغلقه بالكامل.

## العلاج
تتنوع طرق العلاج المستخدمة لإزالة الألم أو التخفيف منه في مفاصل الفك بين عادات أو ممارسات صحية يقوم بها المريض بنفسه أو قد تحتاج حالة المريض إلى طرق علاجية واقية أو إبر أو إجراء جراحة للفم أو الوجه. يتفق معظم الخبراء على أن علاج آلام مفاصل الفك يجب أن يبدأ بالطرق غير الجراحية بحيث تكون الجراحة آخر ما يلجأ إليهِ الطبيب،  وعند مرض التهاب مفصل الفك فمن الضروري عمل كمادات مياه مثلجة توضع على المفصل وضرورة عمل كمادات مياه دافئة على المفصل، ويجب علي المريض أن يتجنب تناول الأطعمة غير اللينة على المريض وأيضا تجنب فتح الفم كلياً، وعدم تعرض الفك للأحتكاك المباشر مثل إثقال الفك بأشياء مثل التليفون على سبيل المثال ومحاولة ارتداء ما يسمي بواقي الأسناء أثناء النوم وذلك لمنع تحرك مفصل الفك لحركات قد تضر بهِ ومن الممكن تناول نوع من أنواع المسكنات وتناول نوع من أنواع المضادات الحيوية.

## وصلات إضافية
https://web.archive.org/web/20151119193705/http://www.webmd.boots.com/oral-health/guide/temporomandibular-joint-disorders-tmj-tmd
[
http://www.lifescript.com/health/centers/diabetes_2/s.aspx?query=temporomandibular+joint+disease&ef_id=Vlr1gAAAAQd8tDDk%3a20151129141522%3as
Read more at: http://www.al-health.net/%D8%A7%D9%84%D8%AA%D9%87%D8%A7%D8%A8%D8%A7%D8%AA-%D9%85%D9%81%D8%B5%D9%84-%D8%A7%D9%84%D9%81%D9%83/ | الصحة نت]
https://web.archive.org/web/20110521122609/http://www.alhokail.com.sa/articles.php?action=show&id=47